# Långnäbbad härmtrast
Långnäbbad härmtrast (Toxostoma longirostre) är en fågel i familjen härmtrastar inom ordningen tättingar.

## Kännetecken
Långnäbbad härmtrast  är en medelstor sångfågel som lever och häckar i södra Texas och östra Mexiko. Den är nära släkt med och till utseende och läte och diverse andra beteenden mycket lik rödbrun härmtrast. Deras utbredningsområden sammanfaller dock endast under vintern, då den rödbruna härmtrasten tillfälligt kan hålla till i den norra delen av den långnäbbades utbredningsområde. 
Denna art är en storvuxen härmtrast som inte är speciellt vaksam, men den kan vidta vissa försiktighetsmått för att undgå att bli tagen av ett rovdjur.

## Utbredning och underarter
Långnäbbad härmtrast delas in i två underarter med följande utbredning:
- Toxostoma longirostre sennetti – förekommer från torra södra Texas till nordöstra Mexiko
- Toxostoma longirostre longirostre – förekommer i östra Mexiko (nordöstra Querétaro mot norra Puebla och centrala Veracruz)

## Status och hot
Arten har ett stort utbredningsområde och en stor population, och tros öka i antal. Utifrån dessa kriterier kategoriserar IUCN arten som livskraftig (LC).

## Bilder

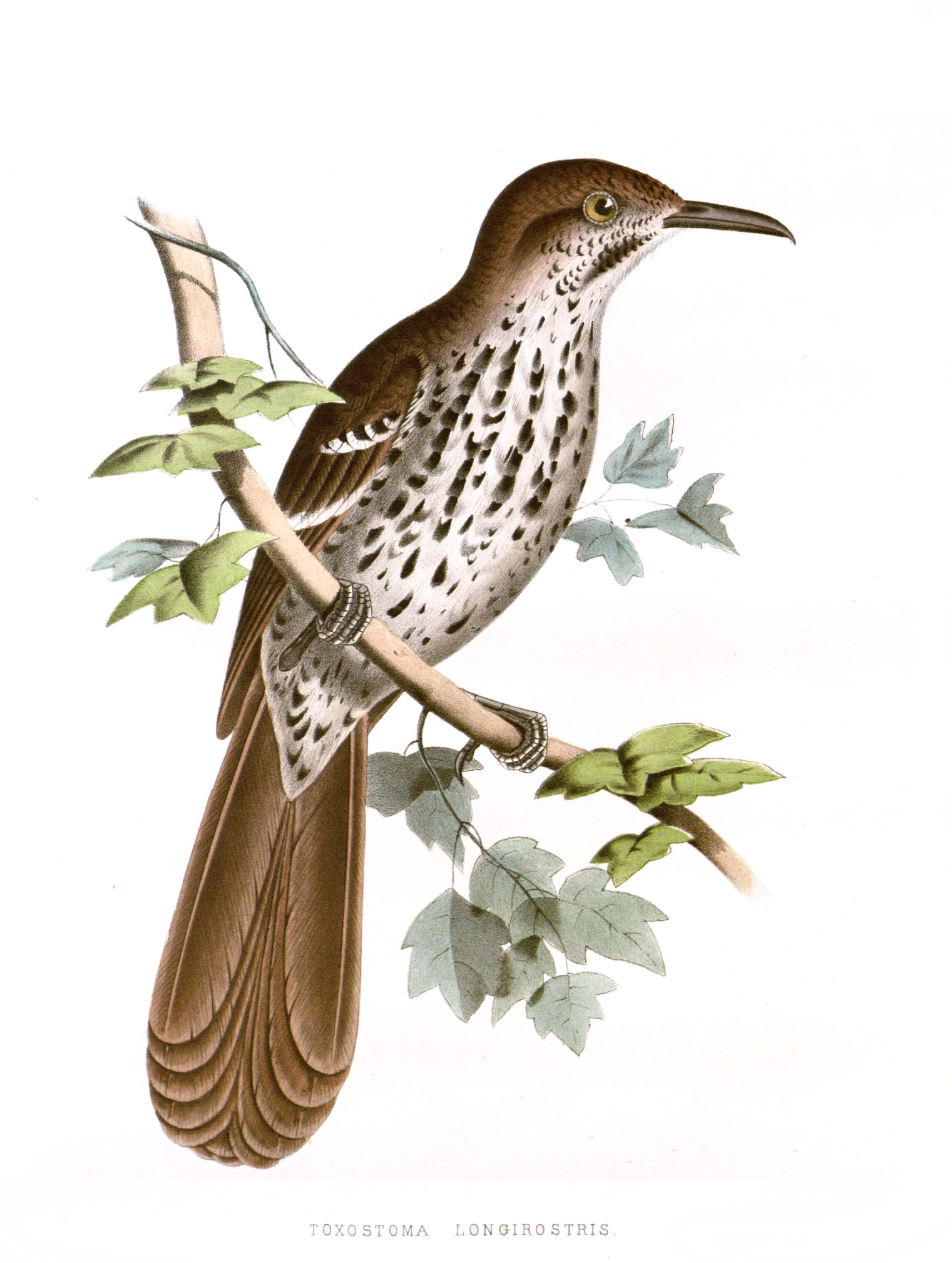
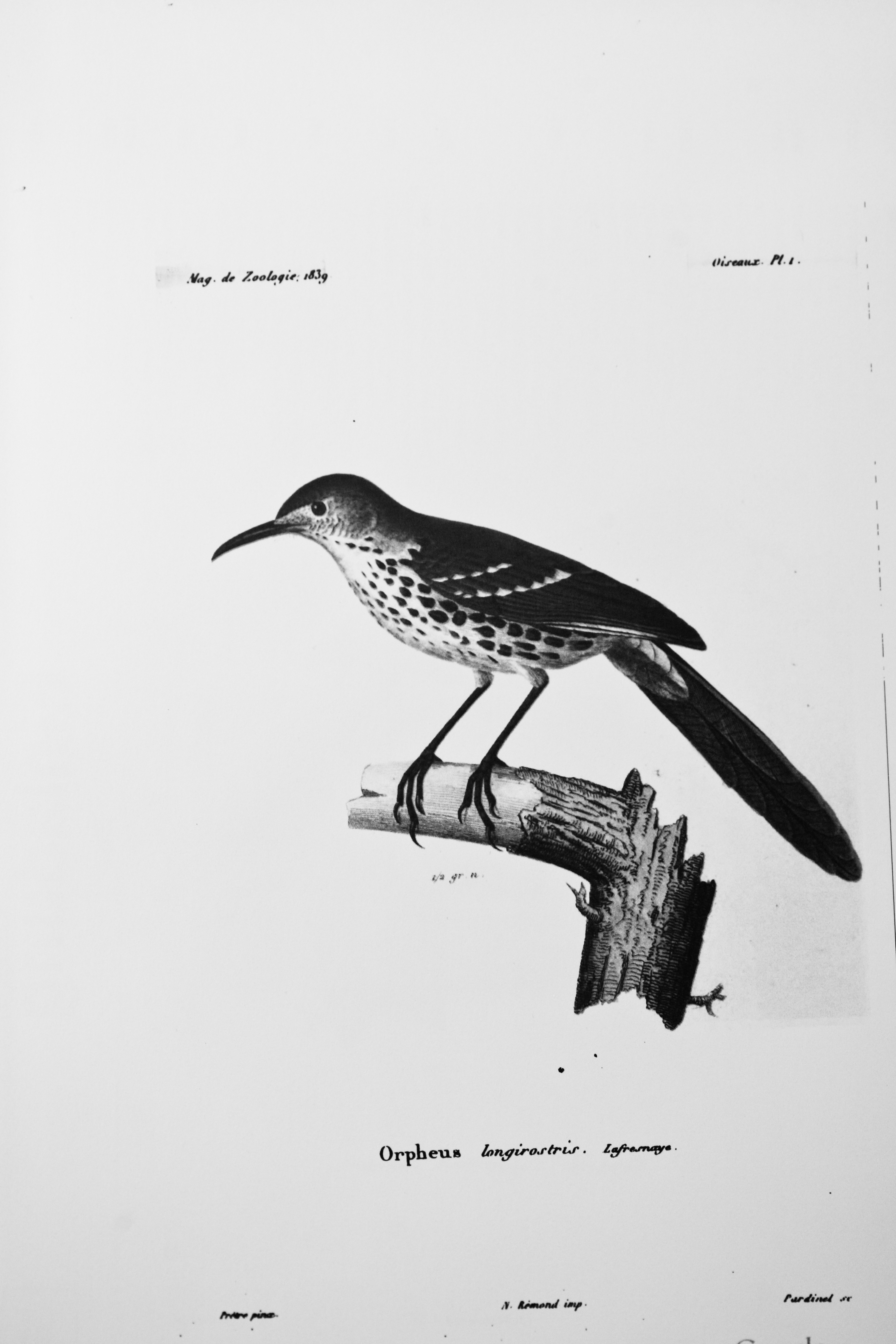